# Gauliga Württemberg 1940/41
De Gauliga Württemberg 1940/41 was het achtste voetbalkampioenschap van de Gauliga Württemberg. Stuttgarter Kickers werd kampioen en plaatste zich voor de eindronde om de Duitse landstitel, waar de club in de groepsfase uitgeschakeld werd.

## Eindstand
| Plaats | Club                   | Wed. | W  | G | V  | Saldo  | Ptn.  |
| ------ | ---------------------- | ---- | -- | - | -- | ------ | ----- |
| 1.     | Stuttgarter Kickers    | 22   | 18 | 3 | 1  | 79:20  | 39:50 |
| 2.     | VfB Stuttgart          | 22   | 16 | 5 | 1  | 88:28  | 37:70 |
| 3.     | Sportfreunde Stuttgart | 22   | 12 | 3 | 7  | 62:47  | 27:17 |
| 4.     | Stuttgarter SC         | 22   | 11 | 4 | 7  | 61:36  | 26:18 |
| 5.     | SSV Ulm                | 22   | 9  | 5 | 8  | 56:55  | 23:21 |
| 6.     | SpVgg 1898 Feuerbach   | 22   | 11 | 1 | 10 | 50:57  | 23:21 |
| 7.     | VfR Aalen              | 22   | 9  | 4 | 9  | 62:59  | 22:22 |
| 8.     | TSG Ulm 1846           | 22   | 9  | 3 | 10 | 44:45  | 21:23 |
| 9.     | FV Union 08 Böckingen  | 22   | 9  | 1 | 12 | 62:68  | 19:25 |
| 10.    | SpVgg Untertürkheim    | 22   | 8  | 2 | 12 | 46:64  | 18:26 |
| 11.    | SpVgg Cannstatt        | 22   | 2  | 3 | 17 | 29:73  | 07:37 |
| 12.    | Sportfreunde Esslingen | 22   | 0  | 2 | 20 | 27:114 | 02:42 |

|  | Kampioen, geplaatst voor nationale eindronde |
|  | Degradatie naar Bezirksliga                  |

## Promotie-eindronde

### Groep I
| Plaats | Club                 | Wed. | Saldo | Ptn. |
| ------ | -------------------- | ---- | ----- | ---- |
| 1.     | VfR Heilbronn        | 4    | 14:8  | 7:1  |
| 2.     | Polizei SV Stuttgart | 4    | 9:10  | 3:5  |
| 3.     | SC Schwenningen      | 4    | 9:14  | 2:6  |

|  | Promotie naar Gauliga Württemberg 1941/42 |

### Groep II
| Plaats | Club                | Wed. | Saldo | Ptn. |
| ------ | ------------------- | ---- | ----- | ---- |
| 1.     | VfB Friedrichshafen | 3    | 8:5   | 5:1  |
| 2.     | VfB Kirchheim/Teck  | 4    | 9:6   | 4:4  |
| 3.     | SV Göppingen        | 3    | 4:10  | 1:5  |